# Walim (województwo dolnośląskie)
Walim (niem. Wüstewaltersdorf, Wüste Waltersdorf) – wieś w Polsce położona w województwie dolnośląskim, w powiecie wałbrzyskim, w gminie Walim, w dolinie rzeki Walimki u zachodniego podnóża Gór Sowich.

## Położenie
Walim to duża i uprzemysłowiona wieś, leżąca u zachodniego podnóża Gór Sowich, w dolinie Walimki i Sowiego Spławu, na wysokości około 400–580 m n.p.m.

## Nazwa
Pierwotnie Walim nosił nazwę Waltersdorf (wieś Waltera). Wojna trzydziestoletnia, susze i zarazy spowodowały znacznie wyludnienie wsi, wtedy nastąpiła zmiana nazwy na Wüstewaltersdorf (pusta wieś Waltera). Nazwa ta zachowała się do 1945, wtedy władze polskie przyjęły nazwę Łokietek, którą następnie zmieniono na Walim. Obecna nazwa została administracyjnie zatwierdzona 7 maja 1946.

## Historia
Walim został założony na początku XIV wieku. W XVII i XVIII wieku miejscowość stała się ośrodkiem produkcji i handlu płótnem. Od roku 1765, w Walimiu co tydzień organizowane były targi płótna i przędzy. Na bazie utworzonych w latach 1848 i 1864, dwóch tkalni mechanicznych, powstały tu zakłady Websky, Hartmann & Wiesen AG, po II wojnie światowej przejęte przez państwo. W czasach PRL w Zakładach Przemysłu Lniarskiego Walim rocznie wytwarzano do 12,5 mln mb tkanin (ręczniki, obrusy, tkaniny żakardowe, drukowane, powlekane, pościelowe). Do przedsiębiorstwa należał zakład terenowy w Wałbrzychu, ośrodki wczasowe w Sławie nad jeziorem i Międzyzdrojach, dom kultury, żłobek i przedszkole. Zakłady upadły w 1992. Ich dawne budynki zostały zniszczone.
W 1914 do wsi doprowadzono z Jugowic linię kolei elektrycznej. Była to jedna z pierwszych zelektryfikowanych linii kolejowych na obecnym obszarze Polski. Linię tę zamknięto w 1959 r., a następnie rozebrano.

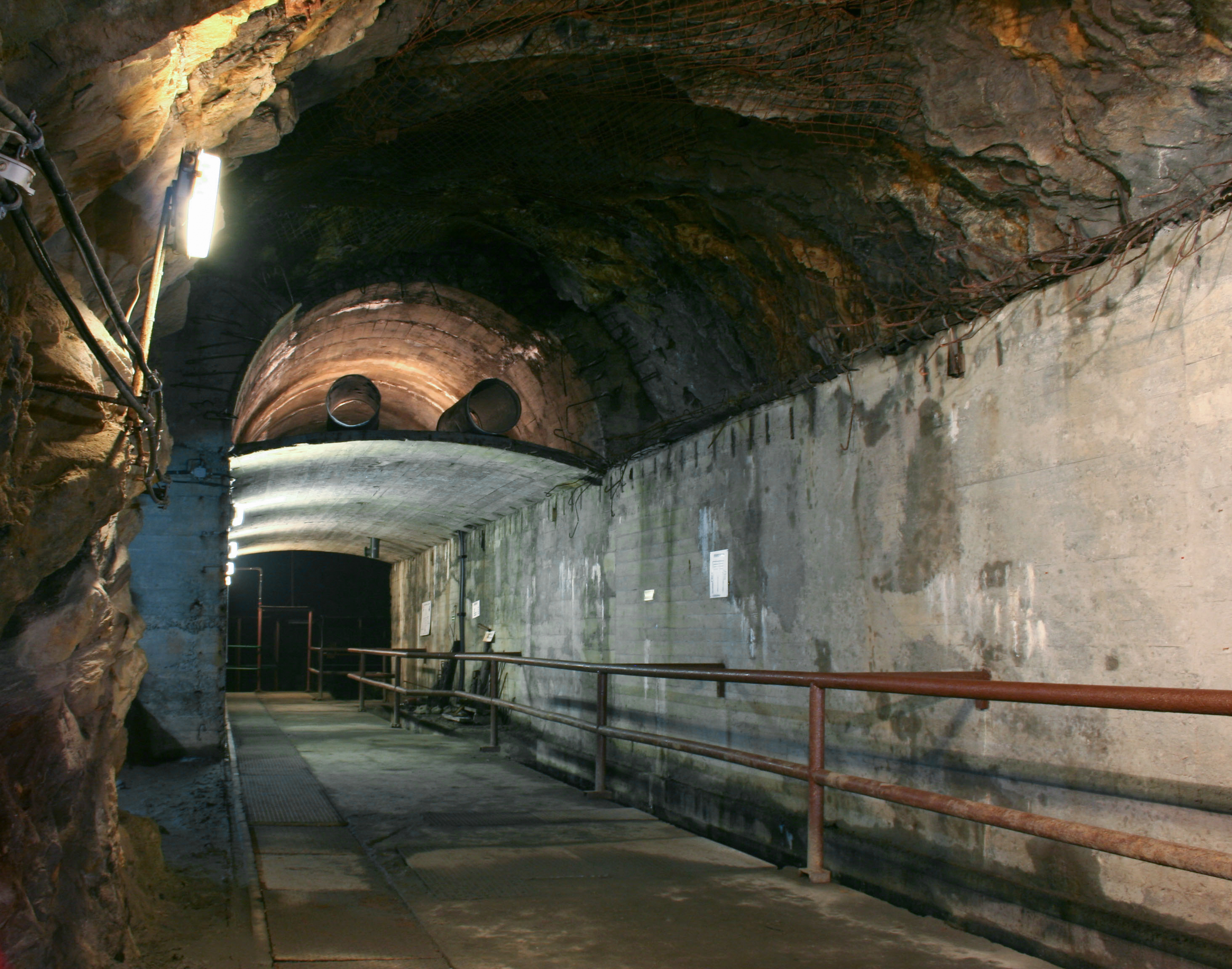
Kompleks Riese w Górach Sowich, Walim – Rzeczka, korytarz z widocznymi dwoma poziomami

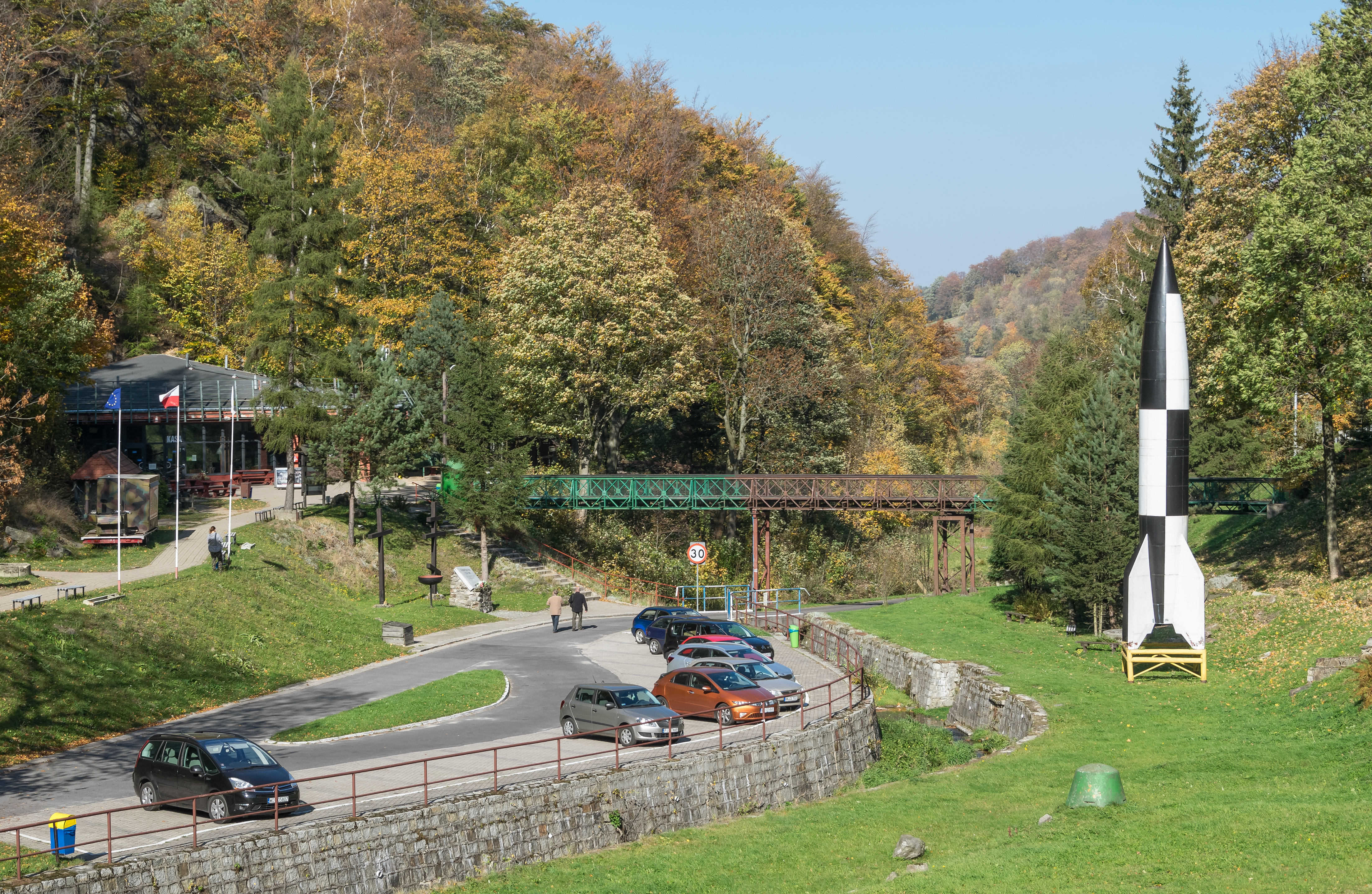
Widok na wejście do Sztolni Walimskich kompleksu Riese, po prawej widoczna makieta pocisku rakietowego V2

W czasie II wojny światowej m.in. w okolicach Walimia naziści postanowili wybudować system podziemnych korytarzy, być może – fabryk zbrojeniowych, aby ustrzec się przed ewentualnymi nalotami aliantów. Celem prowadzonych na dużą skalę prac górniczych i budowlanych było wykonanie połączonego ze sobą systemu obiektów – kompleksów składających się z części podziemnej i nadziemnej.
Po II wojnie światowej we wsi pracowały Zakłady Przemysłu Lniarskiego Walim oraz zakłady przemysłu drzewnego, był to również ośrodek spotów zimowych i popularne letnisko. W 2014 roku Walim został ukazany w krótkometrażowym filmie dokumentalnym wyprodukowanym przez telewizję TVN pt. Depozytariusz. Obraz przedstawia historię Łukasza Kazka, mieszkańca Walimia, który w Górach Sowich odnajduje depozyty ukryte przez niemieckich mieszkańców wysiedlanych w wyniku postanowień konferencji poczdamskiej z terenów poddanych polskiej jurysdykcji po II wojnie światowej.

## Demografia
Według Narodowego Spisu Powszechnego (marzec 2011) liczył 2340 mieszkańców. Jest największą miejscowością gminy Walim.

## Podział administracyjny
W latach 1975–1998 miejscowość należała administracyjnie do województwa wałbrzyskiego. Miejscowość jest siedzibą gminy Walim.
W administracyjnych granicach Walimia znajdują się 4 osiedla, które wcześniej stanowiły oddzielne wsie: Walim, Sędzimierz, Grządki, Dalków.

## Zabytki
Do wojewódzkiego rejestru zabytków wpisane są:
- kościół parafialny pw. św. Barbary, z 1548 r. – XVI w., z wieżą dobudowaną w 1777 r. Przebudowywany na początku XIX wieku oraz w 1969 r. Kościół jednonawowy z wydzielonym prezbiterium
- kościół ewangelicki, obecnie rzymskokatolicki pw. św. Jadwigi, przebudowany w 1771 r.
- kaplica grobowa Klingberga, ul. 3 Maja, z 1813 r. – z początku XIX w.
- kaplica grobowa Seylerów, ul. Wyszyńskiego, z około 1800 r.
- dom, ul. Konopnickiej 2 (dawniej: ul. Dymitrowa 1), z końca XVIII w., początek XX w.
- dom, ul. Kilińskiego 3, murowano-szachulcowy, z drugiej połowy XVIII w., 1820 r.
- dom, ul. Wyszyńskiego 3, z połowy XIX w.
- dom, ul. Wyszyńskiego 8, murowano-drewniany, z 1704 r., drugiej połowy i przełomu XIX/XX w.
- dom towarowy Kauhaus, obecnie dom mieszkalny, ul. Wyszyńskiego 13, z 1779 r., 1839 r.
- budynek administracyjny tkalni z łącznikiem komunikacyjnym i boczną ścianą tkalni, ul. Kościuszki 8, z 1863 r.

Inne zabytki:
- podziemia i sztolnie w kompleksie Riese.

W kościele św. Jadwigi w Walimiu spoczywa mumia Karla von Zedlitza uważanego za twórcę egzaminu maturalnego, wraz ze szczątkami innych członków rodziny von Zedlitz. Grobowiec rodziny von Zedlitz został odkryty w 2014 roku przez Łukasza Kazka i grupę badaczy z Wałbrzycha.

## Atrakcje turystyczne
- Sztolnie Walimskie – kompleks „Rzeczka”, jeden z siedmiu podziemnych kompleksów „Riese”

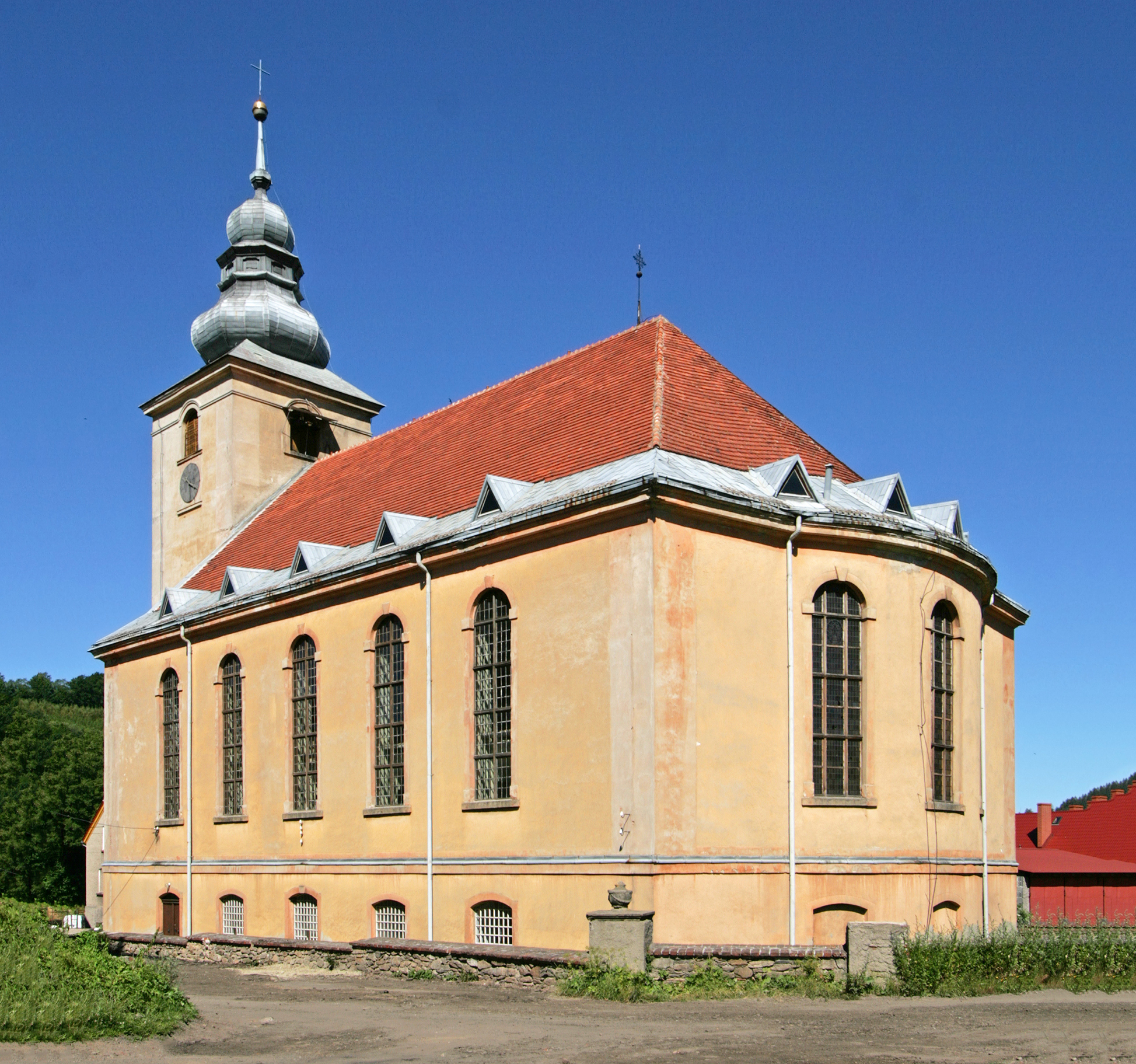
Kościół św. Jadwigi

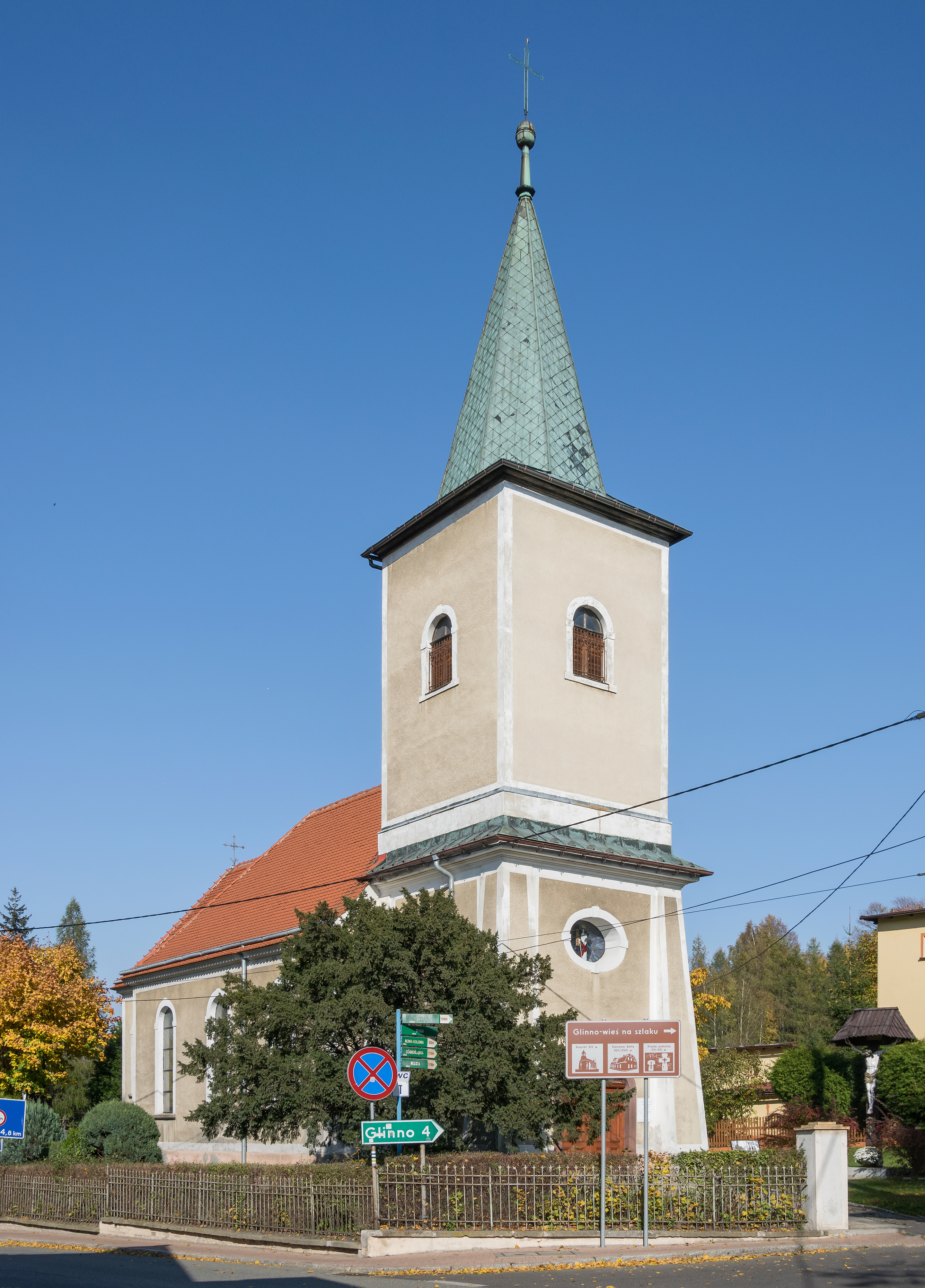
Kościół św. Barbary

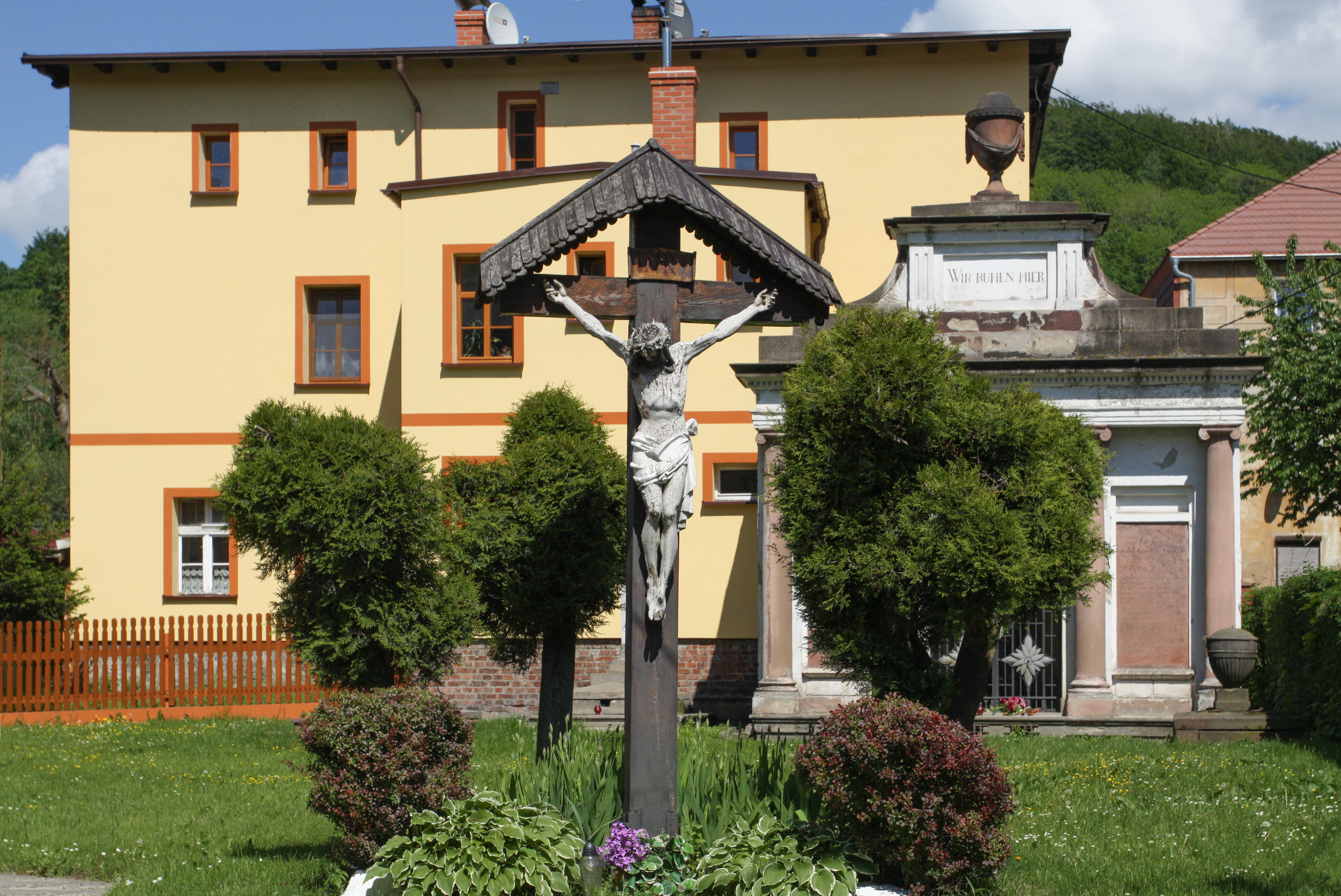
Krzyż przed kościołem św. Barbary

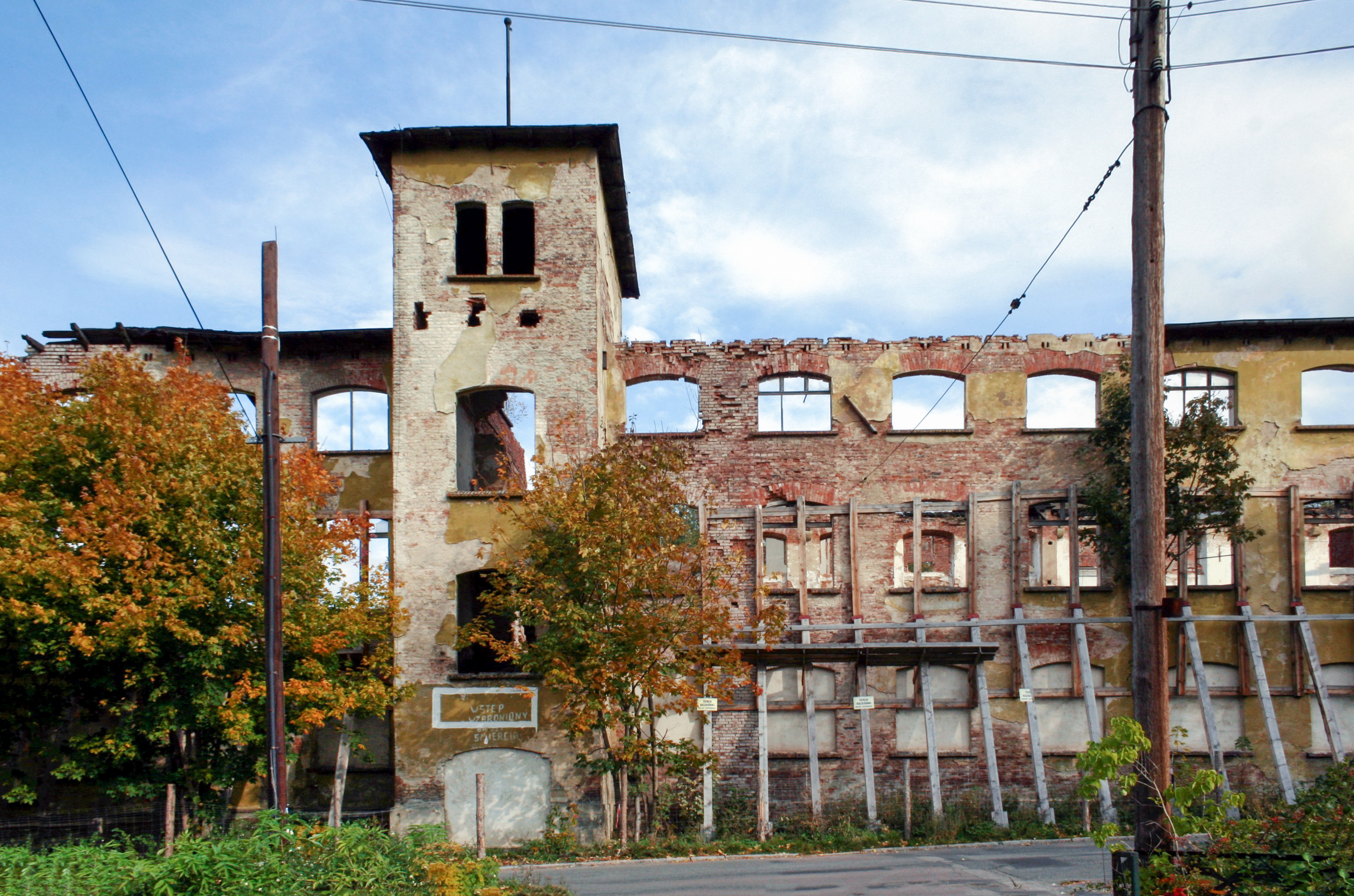
Ruiny zakładów włókienniczych

## Transport
Po Walimiu kursują autobusy komunikacji miejskiej z Wałbrzycha.

## Szlaki turystyczne
Przez Walim przechodzą następujące szlaki turystyczne:
- z Głuszycy Górnej do Jugowic,
- z Walimia do Głuszycy,
- z Walimia na Przełęcz Walimską,
- z Walimia na Wielką Sowę.

## Kościoły
- Kościół katolicki. Parafia św. Barbary
- Ewangeliczna Wspólnota Zielonoświątkowa